# Ефремов, Пётр Александрович
Пётр Алекса́ндрович Ефре́мов (2 ноября (14 ноября) 1830, Москва — 26 декабря 1907 (8 января 1908), Санкт-Петербург) — русский библиограф, редактор, литературовед и издатель, библиофил, историк русской литературы, публикатор и комментатор сочинений русских классиков. Директор Санкт-петербургской сберегательной кассы, директор Государственного банка. Действительный статский советник.

## Учёба и служебная карьера
Родился в 1830 году в старинной московской дворянской семье. Отцом его был Александр Степанович Ефремов, служивший офицером (полковник Александр Степанович Ефремов, умерший 30 июля 1856 года, похоронен вместе смалолетними детьми — Анной (1810—1812), Александрой (1816—1819), Аполлинарией (1814—1819), Василием (1816—1819) — на Пятницком кладбище). .
Будущий историк литературы окончил Первую Московскую гимназию и поступил на математический факультет Московского университета. Успешно завершив учёбу в университете в 1854 году, Ефремов оставляет Москву и переезжает в Санкт-Петербург. Здесь он начинает службу в военно-инспекторском департаменте и продолжает её до 1863 года. Благодаря своим служебным обязанностям Ефремов познакомился с участью Ф. М. Достоевского, отбывавшего семипалатинскую ссылку. В 1855 году Ф. М. Достоевский, рассчитывая на улучшение своего солдатского положения, сочинил стихотворение, посвящённое вдовствующей императрице Александре Фёдоровне и отправил его адресату. Оно попало в военно-инспекторский департамент к П. А. Ефремову, затем проследовало к Александре Фёдоровне, в результате чего в 1856 году писатель был произведён в унтер-офицеры.
В 1863 году Ефремов оставляет службу в военно-инспекторском департаменте и по инициативе Е. И. Ламанского, в то время управляющего Государственным банком, он переходит на службу в Санкт-Петербургскую сберегательную кассу Государственного банка.
С 1872 по 1889 годы Пётр Александрович был директором Санкт-Петербургской сберегательной кассы. В 1874 году Ефремов удостаивается чина действительного статского советника. С 1889 года до 1893 года Ефремов уже директор Государственного банка, одновременно сохраняя за собой и заведование сберегательными кассами. В 1893 году он выходит в отставку. Количество сберкасс при нём увеличилось с 76 до 600, а объём вкладов увеличился втрое с 9 миллионов рублей до 27,5 миллиона руб. Он добился того, что сберкассы было разрешено учреждать при всех губернских и уездных казначействах, а также во всех отделениях почтово-телеграфной связи.

## Библиографическое призвание
С юношеских лет Пётр Ефремов начинает коллекционирование уникальных изданий по истории и литературе и продолжает его всю свою жизнь. Его коллекция включала собрания сочинений большинства русских классиков в нескольких изданиях, русскую периодику и литературные альманахи XVIII — начала XIX века, русскую драматургию. В результате ему удаётся собрать неповторимую по своей уникальности в России библиотеку объёмом приблизительно 24 тысячи томов. Помимо книг она содержала редкие конволюты, гравюры, портреты, рисунки, оттиски, эстампы и т. д. Ф. Г. Шилов указывал, что коллекция гравюр, лубков и литографии была продана П. А. Ефремовым антиквару Фельтену за небывалую по тому времени сумму — 75 тысяч рублей.
В 1909 году после смерти П. А. Ефремова его наследники распродали библиотеку. Часть её купила Академия наук для вновь открытого Пушкинского Дома, ныне — Институт русской литературы. Другая часть через петербургский эстампный магазин А. Фельтена разошлась по частным собраниям. Примечательной особенностью библиотеки Ефремова были так называемые Ефремовские конволюты, имевшие под одной обложкой как само комментируемое произведение, так и отзывы на него в печати, письма автора, дополнения и комментарии Петра Александровича — разнообразные и единственные в своём роде материалы для биографий русских писателей, ныне хранящиеся в РГАЛИ. Их появление связано с тем, что Ефремов выписывал журналы обычно в двух экземплярах, второй экземпляр для вырезок.
Первая библиографическая статья Ефремова появилась в «Современнике» в 1857 году, а затем он печатался в журналах «Библиографические записки», «Отечественные записки», «Русский архив», «Русская старина», «Российская библиография», «Исторический вестник», газетах «Голос», «Новое время», «Русские ведомости». В 1864—1865 годах Ефремов редактирует журнал «Книжный вестник».
Перечень его многочисленных трудов в 1892 году поместил журнал «Библиограф» в своём декабрьском номере. Помимо всего сказанного Ефремов публиковал в журнале «Искра» свои сатирические заметки.

## П. А. Ефремов — редактор и издатель
П. А. Ефремов пополнил историю русской литературы множеством исключительных по своей важности материалов, благодаря ему появились на свет профессионально подготовленные собрания сочинений русских писателей. Им были переиздан в 1864 году журнал Н. И. Новикова «Живописец», в следующем году журнал «Трутень».
Несмотря на отсутствие специального историко-филологического образования Ефремов смог стать одним из ведущих специалистов в области истории русской литературы XVIII—XIX веков. На книжных развалах и у букинистов Ефремов ищет и находит лишь всё то, что так или иначе связано с наиболее значительными литературными событиями XVIII — начала XIX века. Ему удалось найти, квалифицированно опубликовать и откомментировать множество неизвестных доселе автографов Пушкина, Лермонтова, Рылеева, Радищева, Фонвизина, Жуковского, Батюшкова и многих других.
Он редактирует издание собрания сочинений Д. И. Фонвизина (1866 год), В. И. Майкова (1867 год), А. Д. Кантемира (1867—1868), В. И. Лукина и Б. Ельчанинова (1868 год), А. Н. Радищева (СПб., 1872 год, издание запрещено и уничтожено), К. Ф. Рылеева (1872 год, второе издание 1874 год), М. Ю. Лермонтова (1873, 1880, 1882, 1887, 1889 годы) и отдельно «Юношеские драмы» — 1881 год, В. А. Жуковского (1878, 1885 год), А. С. Пушкина (1880, 1882, 1903—1905 годы) и два отдельных издания «Евгения Онегина» (1874, 1882), А. И. Полежаева (1889 год), «Семь статей» В. Г. Белинского (1889, совместно с В. Е. Якушкиным), «Горе от ума» А. С. Грибоедова.
По своим взглядам Ефремов принадлежал к культурно-исторической школе. Издания сочинений русских писателей, вышедшие под его редакцией, имели библиографический аппарат, редакционные комментарии к тексту, биографические примечания, в целом они имели достаточно хороший научно-публикаторский уровень для того времени. Несмотря на всё это они продавались по волне доступной цене. В общей сложности с 1857 по 1907 год Ефремовым были напечатаны около ста тридцати работ по истории русской литературы, опирающиеся на архивные данные и неизвестные до этого исторической науке.
Помимо издания литературных произведений Ефремов составил и издал словари «Русских гравёров» и «Русских народных картинок». Он работал совместно со многими выдающимися книгоиздателями: И. И. Глазуновым, Н. Г. Мартыновым, Н. В. Гербелем, братьями М. В. и С. В. Сабашниковыми, Я. А. Исаковым, А. С. Сувориным. Им составлен также книготорговый каталог «Систематическая роспись книгам, продающимся в книжном магазине И. И. Глазунова в С.-Петербурге» (1867 год) с добавлениями к нему за 1867—1869 гг. (1869 год) и за 1869—1873 (1874 год). Это издание не утратило своего библиографического значения до сих пор. В 1879 году под его редакцией появился сборник «Материалы для истории русской книготорговли».

### Издание двухтомника А. Н. Радищева
Исследователь творчества А. Н. Радищева Г. П. Шторм писал о П. А. Ефремове: 
«Его доброе имя неотделимо от истории русской литературы. И приходится лишь удивляться, что во втором издании „Большой советской энциклопедии“ этого имени нет».
В октябре 1865 года библиограф получил письмо от сына А. Н. Радищева — восьмидесятидвухлетнего П. А. Радищева с предложением издать сочинения его отца. К этому времени бо́льшая часть радищевских произведений была напечатана Герценом за границей, и незначительная часть была опубликована в России, но «Путешествие из Петербурга в Москву» с 1790 года находилось под запретом. Это же относилось к оде «Вольность» и другим произведениям писателя. На протяжении пяти царствований никакие попытки опубликовать опальные произведения ни к чему не приводили.
Незадолго перед этим в «Чтениях Общества истории и древностей Российских» О. М. Бодянского были обнародованы данные из следственного дела Радищева. Имя его стало популярно в печати. Казалось бы момент настал, и Ефремов обращается за содействием к чиновнику Комитета по делам печати Ф. Ф. Веселаго в поддержке издать Собрание сочинений Радищева, но получает отказ. Через полгода, в мае 1866 года, умирает сын Радищева, так и не увидевший сочинений своего отца напечатанными. Перед смертью Ефремов возвратил владельцу все подлинники рукописей, сделав себе копии.
Летом 1868 года запрет на издание «Путешествия…» Радищева, казалось, был снят, и Ефремов вновь решается осуществить заветное желание опубликовать Радищева в России, о чём он оповестил читателей в «Санкт-Петербургских ведомостях» в сентябре 1869 года. К работе над изданием Ефремов привлекает А. П. Пятковского. Он просит написать его предисловие к изданию, и, несмотря на то, что предисловие так и не появилось, Пятковский значительно помог Ефремову в подготовке издания Сочинений.
Публиковать произведения Радищева было много сложнее, чем иных писателей, поскольку достоверных источников для публикации было крайне мало. Часть текстов Ефремов печатал впервые, это были те находки, которые ему удалось лично разыскать у букинистов. Кроме того приходилось обращаться к материалам, рассеянным по личным собраниям. Особое затруднение вызвало обнародование «Путешествия из Петербурга в Москву» и оды «Вольность». Редактор был вынужден, стремясь к возможной научной полноте, выполнять требования цензурного устава. Приходилось делать купюры наиболее острых мест. Тем не менее в 1871 году сочинения Радищева уже начали печататься и к весне 1872 года основная работа по подготовке издания была завершена.
Ефремов трижды сверял редакторские корректуры. Научная скрупулёзность Ефремова оборачивалась для типографии значительными издержками, которые окупались безупречным профессионализмом редактируемого издания. Так тексты «Путешествия…» он сопроводил комментариями Екатерины II. П. А. Ефремов, сделав всё от него зависящее, чтобы бо́льшая часть из написанного Радищевым увидела свет, снабдил своё документальное, как он говорил, издание саркастическими замечаниями в адрес библиографов и литературных критиков, замалчивавших или же недостаточно пристально освещавших, по мнению Ефремова, деятельность А. Н. Радищева. Среди них Г. Н. Геннади, М. Н. Лонгинов, Я. К. Грот, П. Н. Полевой, А. Д. Галахов.
В результате Михаил Лонгинов, начальник Главного управления по делам печати, сам библиофил и собиратель произведений Радищева, настаивает на полном запрещении первого собрания сочинений писателя. В июне 1873 года на картонной фабрике Крылова в Петербурге была уничтожена большая часть тиража двухтомника Радищева. Осталось несколько экземпляров без купюр, которые Ефремов заблаговременно сохранил на случай вероятного уничтожения издания. Следующее издание Радищева состоялось ещё при жизни Ефремова в 1906 году.

### Собрание сочинений А. С. Пушкина под редакцией П. А. Ефремова
С начала 1860-х годов Ефремов изучал биографию и творчество А. С. Пушкина. Он критически пересмотрел собрания сочинений поэта, вышедшие ранее: собрание сочинений под редакцией Павла Анненкова (1855 год), собрания сочинений под редакцией Г. Н. Геннади 1859 и 1869—1871 гг. Последним посвящена знаменитая эпиграмма С. А. Соболевского: 
О жертва бедная двух адовых исчадий,

Тебя убил Дантес и издаёт Геннади.
Геннади редактировал пушкинские тексты для издателя Я. А. Исакова. И поскольку самого издателя не устраивало его издание и, главным образом, редактура Геннади, то он решает поручить вновь предпринимаемое издание сочинений поэта П. А. Ефремову, в это время уже наиболее известному и авторитетному редактору. В марте 1877 года между издателем и редактором был заключён договор, по которому издатель Исаков должен был заплатить П. А. Ефремову за редакторскую работу 2500 рублей.
Однако, как полагает профессор С. В. Белов,
«П. А. Ефремов, указавший на ряд грубых ошибок и пропусков в издании Анненкова и высказавший в резкой форме отрицательное отношение к его редактуре, в своей работе пошёл на поводу у Геннади, то есть тоже вставлял в основной текст варианты и зачеркнутые поэтом строки, усугубив тем самым нелепости геннадиевской редактуры».
По мнению С. В. Белова, сам Ефремов остался неудовлетворён результатами своей работы, поскольку меньше, чем через год, решает нарушить свои договорные обязательства и отказаться от редактирования сочинений Пушкина, мотивируя свой отказ небрежностью работы типографии. Издатель Исаков вынужден был обратиться за посредничеством к председателю Литературного фонда В. П. Гаевскому.
Со своей стороны Исаков поменял типографию, и В. П. Гаевскому удаётся уладить недоразумение с П. А. Ефремовым. В начале 1881 года шеститомное издание сочинений А. С. Пушкина, наконец, было завершено: первое для Ефремова, для Исакова третье и последнее — летом он умирает.
Первоначально издание предполагалось выпустить к Пушкинским торжествам, но организационные неурядицы и кропотливая редакторская работа Ефремова отодвинули его появление. В 1880 году появились только первые тома шеститомника. Новое издание было значительно дополнено и исправлено в сравнении с предыдущими и явилось крупным вкладом в отечественное пушкиноведение.
Однако сразу вслед за выходом в свет нового собрания сочинений с резкой критикой результатов работы редактора на страницах февральского № журнала «Вестник Европы» выступил N.N. (П. В. Анненков). В статье «Новое издание сочинений Пушкина, г. Исакова под редакцией П. Ефремова» он подверг резкой критике полемические приёмы и неисторичное, по мнению Анненкова, отношение Ефремова к ранним собраниям сочинений Пушкина, он указал, что по цензурным условиям 1854 года просто невозможно было дать удовлетворительное издание вольнолюбивого поэта.
Анненков осудил хронологический принцип распределения пушкинского материала и принцип полноты, когда «на одних правах с самыми возвышенными произведениями поэта» были помещены проявления «скандалёзного творчества» Пушкина: «Платонизм», «Сиротке», «К еврейке», «Иной имел мою Аглаю» и т. д., обвинив Ефремова в непонимании поэта. В послесловии к данной статье редакция журнала постаралась встать над спором двух выдающихся пушкинистов, отдав должное заслугам Ефремова.

## Разносторонняя деятельность П. А. Ефремова
Ефремов являлся одним из основателей российской литературоведческой библиографии. Он выпустил «Материалы для истории русской литературы» (1867 год), тогда же он переиздал биографический справочник Н. И. Новикова «Опыт исторического словаря о российских писателях». По мнению современной исследовательницы Л. М. Равич Ефремов 
«фактически создал новый тип издания: по богатству сведений, помещённых в комментариях, справочном аппарате, прикнижной библиографии, — близкий к академическим изданиям, по цене — доступный широкому кругу читателей».
Всю эту колоссальную работу Ефремов проделал, совмещая её с напряжённой работой в Государственном банке. В своих письмах Ефремов часто жаловался друзьям, что работать приходится сутками, а времени на любимое библиофильство вовсе не остаётся. В награду за титанический труд Санкт-Петербургская Академия наук утвердила его 2 декабря 1900 года своим членом-корреспондентом. Пётр Александрович также состоял членом Пушкинской комиссии Общества любителей российской словесности при Московском университете.
В конце 1907 года, в возрасте 77 лет, Пётр Александрович Ефремов умер. Похоронен в Санкт-Петербурге на Новодевичьем кладбище.